# Saint-Benoît (Ain)
Saint-Benoît és un municipi francès situat al departament de l'Ain i a la regió d'Alvèrnia-Roine-Alps. L'any 2007 tenia 723 habitants.

## Demografia

### Població
El 2007 la població de fet de Saint-Benoît era de 723 persones. Hi havia 300 famílies de les quals 88 eren unipersonals (44 homes vivint sols i 44 dones vivint soles), 84 parelles sense fills, 112 parelles amb fills i 16 famílies monoparentals amb fills.
La població ha evolucionat segons el següent gràfic:
Habitants censats

### Habitatges
El 2007 hi havia 406 habitatges, 300 eren l'habitatge principal de la família, 79 eren segones residències i 27 estaven desocupats. 381 eren cases i 22 eren apartaments. Dels 300 habitatges principals, 225 estaven ocupats pels seus propietaris, 68 estaven llogats i ocupats pels llogaters i 7 estaven cedits a títol gratuït; 2 tenien una cambra, 9 en tenien dues, 37 en tenien tres, 64 en tenien quatre i 188 en tenien cinc o més. 225 habitatges disposaven pel capbaix d'una plaça de pàrquing. A 130 habitatges hi havia un automòbil i a 148 n'hi havia dos o més.

### Piràmide de població
La piràmide de població per edats i sexe el 2009 era:
| Homes | Edats   | Dones |
| ----- | ------- | ----- |
| 0     | 95 o +  | 0     |
| 0     | 90 a 94 | 0     |
| 12    | 85 a 89 | 4     |
| 4     | 80 a 84 | 4     |
| 16    | 75 a 79 | 32    |
| 24    | 70 a 74 | 20    |
| 12    | 65 a 69 | 20    |
| 8     | 60 a 64 | 16    |
| 8     | 55 a 59 | 16    |
| 28    | 50 a 54 | 8     |
| 28    | 45 a 49 | 24    |
| 8     | 40 a 44 | 24    |
| 12    | 35 a 39 | 12    |
| 24    | 30 a 34 | 20    |
| 40    | 25 a 29 | 28    |
| 12    | 20 a 24 | 20    |
| 0     | 15 a 19 | 4     |
| 12    | 10 a 14 | 4     |
| 0     | 5 a 9   | 28    |
| 20    | 0 a 4   | 8     |

## Economia

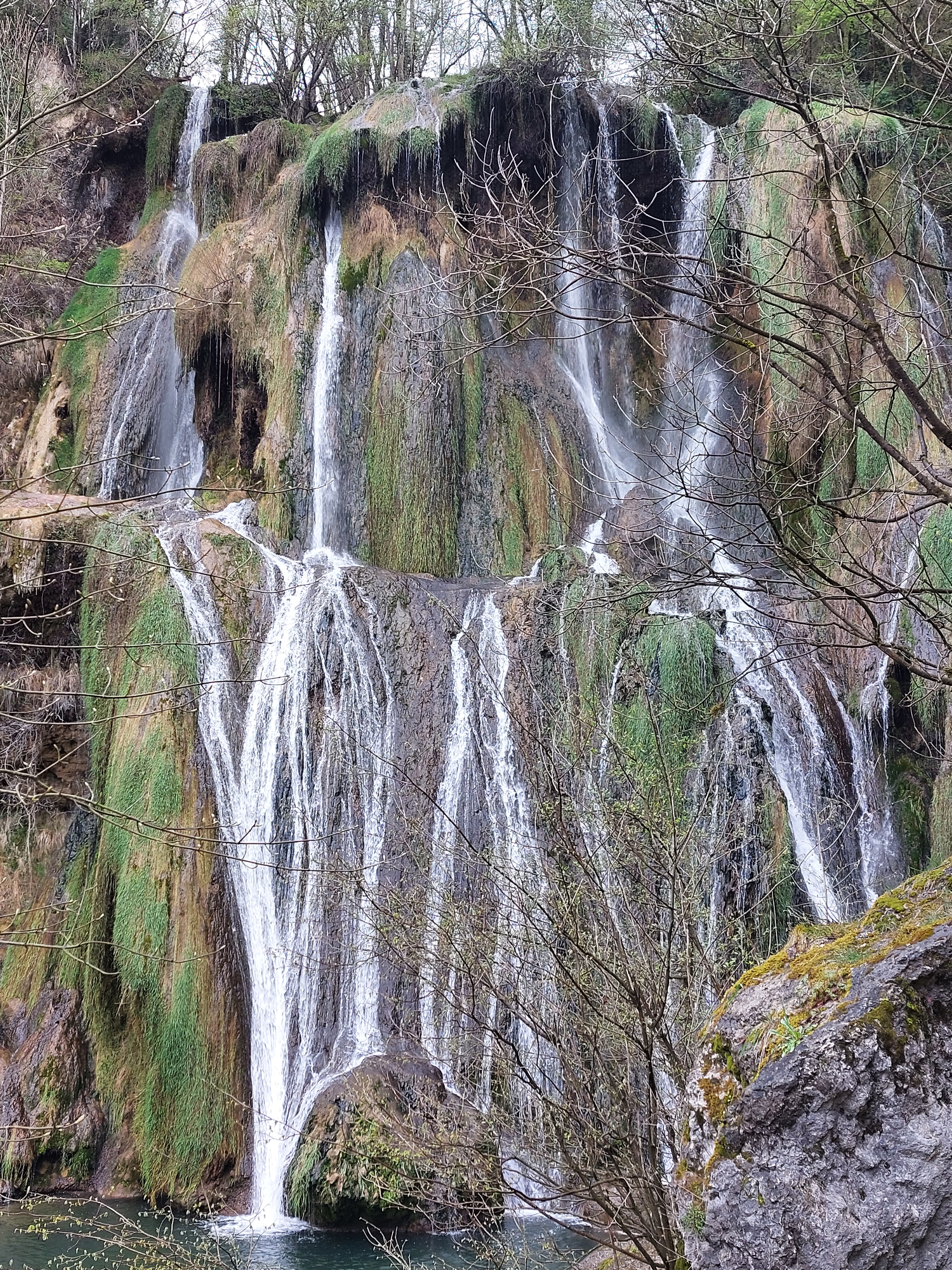
La Cascada de Glandieu.

El 2007 la població en edat de treballar era de 428 persones, 320 eren actives i 108 eren inactives. De les 320 persones actives 288 estaven ocupades (152 homes i 136 dones) i 32 estaven aturades (11 homes i 21 dones). De les 108 persones inactives 56 estaven jubilades, 20 estaven estudiant i 32 estaven classificades com a «altres inactius».

### Ingressos
El 2009 a Saint-Benoît hi havia 310 unitats fiscals que integraven 737,5 persones, la mediana anual d'ingressos fiscals per persona era de 18.363 €.

### Activitats econòmiques
Dels 37 establiments que hi havia el 2007, 3 eren d'empreses extractives, 2 d'empreses de fabricació de material elèctric, 5 d'empreses de fabricació d'altres productes industrials, 7 d'empreses de construcció, 5 d'empreses de comerç i reparació d'automòbils, 1 d'una empresa de transport, 4 d'empreses d'hostatgeria i restauració, 1 d'una empresa immobiliària, 7 d'empreses de serveis, 1 d'una entitat de l'administració pública i 1 d'una empresa classificada com a «altres activitats de serveis».
Dels 9 establiments de servei als particulars que hi havia el 2009, 1 era un paleta, 1 fusteria, 2 electricistes, 3 restaurants i 2 agències immobiliàries.
L'únic establiment comercial que hi havia el 2009 era una botiga de menys de 120 m².
L'any 2000 a Saint-Benoît hi havia 37 explotacions agrícoles que ocupaven un total de 672 hectàrees.

## Equipaments sanitaris i escolars
El 2009 hi havia una escola elemental.

## Poblacions més properes
El següent diagrama mostra les poblacions més properes.